# Das neue Landhaus (Tschechow)

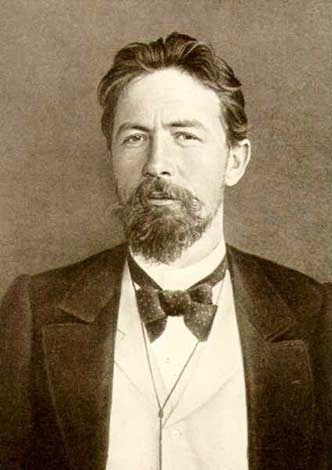
Anton Tschechow

Das neue Landhaus (russisch Новая дача, Nowaja datscha) ist eine Erzählung des russischen Schriftstellers Anton Tschechow, die am 3. Januar 1899 in der Moskauer Tageszeitung Russkije wedomosti erschien.
Der Moskauer Ingenieur Kutscherow baut um die drei Kilometer vom Bauerndorf Obrutschanowo entfernt eine Eisenbahnbrücke über den breiten, ruhig dahinströmenden Fluss. Die Ehefrau Jelena Iwanowna besucht den Ingenieur zusammen mit der kleinen Tochter. Weil der Frau die bewaldete Flusslandschaft um das Dorf so gefällt, kauft Kutscherow Land und lässt sich darauf binnen dreier Monate ein Haus erbauen. Das einstöckige Gebäude mit Terrasse, Balkon und Turm heißt in Obrutschanowo fortan das neue Landhaus. Die Kutscherows ziehen ein. Es beginnt ein Kleinkrieg zwischen den alteingesessenen Dorfbewohnern und der Moskauer Ingenieursfamilie. Ein paar Pferde und ein Stier Kutscherows richten in und um Obrutschanowo Flurschaden an. Die Obrutschanowoer revanchieren sich. Der Hirte treibt seine Herde einfach durch Kutscherows in monatelanger Kleinarbeit sorgfältig-kunstgerecht angelegten Garten. Dem Ingenieur werden Zaumzeug und eine Zange gestohlen. Darauf gibt der Ingenieur den Bauern keine Arbeit mehr. Sodann wird das Diebesgut heimlich zurückgegeben. Die Querelen nehmen kein Ende. In aller Herrgottsfrühe sammeln Mädchen aus dem Dorf den Kutscherows in ihrem Gelände alle über Nacht gewachsenen Pilze restlos weg. Die Kutscherows haben während der Zänkereien die schwächeren Nerven. Sie verkaufen Grundstück und Haus an einen Kollegiensekretär, der als neuer, stolzer Besitzer die grüßenden Bauern grundsätzlich übersieht.
Die Obrutschanowoer können eine Frage nicht beantworten. Warum vertragen sie sich mit dem neuen Besitzer, diesem aufgeblasenen Beamten, der höchstens sonntags auf einen Sprung vorbeikommt und warum vertrugen sie sich mit dem Ingenieur nicht? Ein gewisser Bauer Wolodjka (der seine Ehefrau, sobald sie aufbegehrt, ohrfeigt und sich anschließend in der Schenke betrinkt) weiß Antwort: „Wir haben ohne Brücke gelebt, wir wollen keine und brauchen sie nicht.“

## Deutschsprachige Ausgaben
Verwendete Ausgabe:
- Das neue Landhaus, S. 27–41 in Anton Tschechow: Das Glück und andere Erzählungen. Aus dem Russischen übertragen von Alexander Eliasberg. 187 Seiten. Wilhelm Goldmann Verlag, München 1962, Goldmanns gelbe Taschenbücher, Bd. 868